# George Sand
George Sand, pseudônimo de Amandine Aurore Lucile Dupin, baronesa de Dudevant (Paris, 1 de julho de 1804 — Nohant, 8 de junho de 1876), foi uma romancista e memorialista francesa, considerada a maior escritora francesa.

## Biografia
George Sand nasceu no n°15 da rua Meslay, no dia 1 de julho de 1804, filha de Maurice e Sophie Dupin. Seu pai faleceu quando ela era ainda criança, após uma queda de cavalo, quando acompanhava o príncipe Murat em campanhas armadas. Amandine é então mandada para Nohant, aos cuidados de sua avó, Marie-Aurore de Saxe.
Sua avó era neta do célebre Marechal de França, o conde Maurício de Saxe, sendo este,  filho bastardo de Augusto II, rei da Polónia e de Saxe, e da sua amante, a condessa Maria Aurora von Königsmark.
Durante sua infância, ao lado de sua avó, Amandine passava os dias brincando e descobrindo cada canto da propriedade de Nohant  com seu meio- irmão Hippolyte Chatiron (filho do seu pai com uma amante da região), companheiro e parceiro em todas as suas aventuras e travessuras. Os dois estudavam em casa com um preceptor, quando não desapareciam nas profundezas da região. Sua avó preocupada com a educação e o comportamento de sua neta, a matriculou no Couvent des Anglaises em Paris e enviou Hippolyte para uma grande escola de cavalaria de uma cidade vizinha. Acontece que a menina se apaixonou pela vida silenciosa e introspectiva que levava dentro das paredes de pedra do convento e desejou ser freira. Lá, se interessou também por música e teatro e para alegrar suas amigas, decidiu criar pequenas peças de teatro e montar um grupo de meninas para representá-las.
As peças eram um sucesso, e Amandine gostava cada vez mais da vida no convento. Sua avó sabendo disso, levou a neta de volta a Nohant.
De volta ao convívio com Aurore de Saxe, ela começou a compreender e amar cada vez mais a sua avó e quando esta morreu, pouco tempo depois, Amandine sofreu de maneira inconsolável. Para que herdasse Nohant seria preciso que se casasse, assim, pouco tempo depois, ela se casou com François-Casimir Dudevant, em 1822. Desse casamento nasceram dois filhos - Maurice e Solange. Essa união, devido a infidelidades e alcoolismo de Casemir, desencadeou incontáveis problemas, culminando com o divórcio - fato incomum para a época - em 1836.
George começou a escrever para o jornal Le Figaro, com a colaboração de Jules Sandeau. Usavam, então, o pseudônimo de Jules Sand – inspirado no nome de Sandeau. Em 1831, lançaram o livro Rose et Blanche. Passou a usar o pseudônimo de George Sand em 1832, quando escreveu, sozinha (obrigada a usar um pseudônimo masculino, para ser aceita no meio literário), o romance Indiana, seu primeiro livro, seu primeiro sucesso. De 1832 a 1837, escreveu muitos outros romances, que invariavelmente eram publicados, primeiramente, como folhetins no jornal. Esses romances refletiam seus próprios desejos e frustrações, advogando o direito da mulher de ter um amor sincero e dirigir sua própria vida.
Além de seus comentados relacionamentos, Sand também tinha outros hábitos incomuns para sua época. Vestia-se com roupas masculinas por diversão ou praticidade e comodidade (como dizia). Também tinha o costume de fumar em público num tempo em que isso era inaceitável para uma mulher. Comentava-se, ainda, sobre a grande quantidade de obras que produzia como sendo uma característica pouco feminina.
George Sand teve uma vida amorosa agitada, com paixões que a influenciaram consideravelmente, como o escritor Jules Sandeau, que lhe deu o pseudônimo literário, o poeta Alfred de Musset, o advogado Michel de Bourges (entre 1835 e 1837), que a converteu aos ideais republicanos e socialistas, o músico Frédéric Chopin,  a quem esteve ligada entre 1838 e 1847 e seu último amante Alexandre Manceau, gravador e dramaturgo. Depois de Jules Sandeau e antes de Alfred de Musset, teve também uma breve aventura com o escritor e arqueólogo Prosper Mérimée.
De 1838 a 1845, Sand expressou suas preocupações com os problemas sociais em romances como Consuelo (1842-1843) e O Companheiro da Viagem pela França (Le Compagnon du Tour de France, 1840). Sonhava com um mundo em que o amor fraterno unisse as classes sociais. Teve participação ativa na revolução de 1848. De 1846 a 1853, escreveu romances leves, idealizando a vida nas províncias francesas. Estes incluem Francisco, o Bastardo (François le Champi, 1847-1848), A Pequena Fada (La Petite Fadette, 1849) O Charco do Diabo (La Mare au Diable, 1846), Mauprat, 1837, entre tantos outros de igual sucesso. Finalmente, de 1854 a 1876, escreveu contos simples, à maneira das histórias de fadas. Desse período destaca-se Contos de uma Avó (Contes d'une Grand-Mère, 1873), com histórias que ela escreveu para seus netos.
Os personagens de George Sand e suas histórias são invariavelmente repletos de ingenuidade, poesia e otimismo. Como dizia a escritora: "O romance não precisa ser necessariamente a representação da realidade." Ela faz parte também dos escritores políticos, contando em sua obra mais de 70 títulos, entre novelas, contos, peças de teatro e textos políticos. Suas memórias constituem suas obras de maior interesse, especialmente A História de Minha Vida (Histoire de Ma Vie, 1854-1855) e Ela e Ele (Elle et Lui, 1859), referência à sua ligação com Alfred de Musset
George Sand faleceu no dia 8 de junho de 1876, em Nohant, na França. Alguns dos seus romances se transformariam em filmes e séries de tv, como: Mauprat (1926), Mauprat (1972), Les Beaux Messieurs des Bois Dorées (1976), La Petite Fadette (2004), La Mare au Diable (1972), Les Enfants du Siècle (1999), entre outros. Seus romances continuam a serem versionados para o teatro e realizados muitos filmes e livros sobre sua vida, assim como grupos de estudo sobre ela, seu tempo e sua obra.
Considerada a maior escritora francesa e a primeira mulher a viver de direitos literários, sua propriedade em Nohant foi doada ao governo francês, por sua neta Auror está aberta a visitação publica - Maison de George Sand. Seus restos mortais e de quase toda a sua família está no pequeno cemitério ao lado de sua casa em Nohant.
Na ocasião de sua morte Victor Hugo escreveu: 
Je pleure une morte, et je salue une immortelle. - Eu choro uma morte e saúdo uma imortal. VH

## Obras
- Rose et Blanche (com Jules Sandeau, 1831);
- Indiana (1832);
- Valentina (Valentine, 1832);
- Lélia (1833);
- Le Secrétaire Intime (1834);
- Lettres d'un Voyager (1834-1837);
- Jacques (1834);
- Leone Leoni (1835);
- André (1835);
- Simon (1836);
- Mauprat (1837);
- Les Maîtres Mosaïstes (1838);
- L'Uscoque (1838);
- La Dernière Aldini (1839);
- Spiridon (1839);
- Les Sept Cordes de la Lyre (1840);
- O Companheiro da Viagem pela França (Le Compagnon du Tour de France, 1840);
- Horace (1842);
- Consuelo (1842-1843);
- La Comtesse de Rudolstadt (1844);
- Jeanne (1844);
- Lettres à Marcie (1844);
- Le Meunier D'Angibault (1845);
- Teverino (1845);
- Le Péché de Monsieur Antoine (1846);
- O Charco do Diabo (La Mare au Diable, 1846);
- Isidora (1846);
- Lucrezia Floriani (1846);
- Le Piccinino (1847);
- Francisco, o Bastardo (François le Champi, 1847-1848);
- A Pequena Fadette (La Petite Fadette, 1849);
- Le Château des Désertes (1851);
- Les Maîtres Sonneurs (1853);
- A História de Minha Vida (Histoire de Ma Vie, 1854-1855);
- Adriani (1854);
- Un Hiver à Majorque (1855);
- Le Diable aux Champs (1856);
- Évenor et Leucippe (1856);
- La Daniella (1857);
- Les Dames Vertes (1857);
- Les Beaux Messieurs de Boisdoré (1858);
- L'Homme de Neige (1858);
- Ela e Ele (Elle et Lui, 1859);
- Narcisse (1859);
- Flavie (1859);
- Le Marquis de Villemer (1860);
- Jean de la Roche (1860);
- Constance Verrier (1860);
- La Ville Noire (1860);
- Valvèdre (1861);
- La Famille de Germandre (1861);
- Tamaris (1862);
- Antonia (1862);
- Mademoiselle la Quintinie (1863);
- Laura;
- Voyage Dans le Cristal (1864);
- La Confession d'une Jeune Fille (1865);
- Monsieur Sylvestre (1865);
- Le Dernier Amour (1867);
- Cadio (1868);
- Mille de Merquem (1868);
- Pierre Qui Roule (1870);
- Malgrétout (1870);
- Césarine Dietrich (1871);
- Francia (1872);
- Nanon (1872);
- Contos de uma Avó (Contes d'une Grand-Mère, 1873);
- Ma Soeur Jeanne (1874);
- La Tour de Percemont (1876);
- Oeuvres Complètes (1882-1883);
- Journal Intime (1926);
- Oeuvres Autobiographiques (1970).

## Museu George Sand
- berryprovince.com - maison-de-george-sand-et-parc-nohant-vic
- berryprovince.com - musee-george-sand-et-de-la-vallee-noire-la-chatre
- rosadoc.be
- musee-delacroix.fr
- pays-george-sand.fr
- lanouvellerepublique.fr
- centrepompidou.fr
- gargilesse.com